# Rysk-turkiska kriget (1828–1829)
Rysk-turkiska kriget (1828–1829) var ett krig mellan Ryssland och Osmanska riket. Kriget var en följd av Grekiska frihetskriget 1821–1829.
I fördraget i Akjerman den 7 oktober 1826 tvingade Ryssland Osmanska riket att ytterligare bekräfta Donauprovinsernas och Serbiens autonomi samt rätten för ryska fartyg till genomfart från Svarta havet till Medelhavet. Detta i kombination med att ryssarna tillsammans med Frankrike och Storbritannien bistått grekernas uppror i april följande år fick Osmanska riket att förklara krig. Ryska arméer angrep och besegrade de osmanska styrkorna i Sydeuropa och Kaukasus. De ryska framgångarna oroade Storbritannien och Österrike som ansåg att Ryssland redan var mäktigt nog. Ryssarna stöddes dock av fransmännen som hoppades att kunna bemäktiga sig Rhen. De ryska styrkorna hade dock lidit svåra förluster och var inte i stånd att fortsätta framryckningen. Genom Preussisk medling slöts ett fredsfördrag i Adrianopel i september 1829.

## Bakgrunden till kriget
I början av 1800-talet spred sig den första vågen av nationalism i Europa.  Osmanska riket sträckte sig vid denna tid från Balkanhalvön i norr till Nordafrika i söder och styrde över en mängd olika nationaliteter. År 1821 gjorde grekerna uppror mot det impopulära osmanska styret. Trots turkiska framgångar fick upprorsmännen stöd av stormakterna Storbritannien och Frankrike, samt turkarnas ärkefiende Ryssland.
Den 7 oktober 1826 slöts fördraget i Ajkerman mellan Osmanska riket och Ryssland där turkarna tvingades bekräfta oberoendet av Donauprovinserna och Serbien. Följande år skickade stormakterna en gemensam flottstyrka till medelhavet, vilken förenade sig med grekiska flottenheter. Den 20 oktober 1827 mötte och besegrade den allierade flottan en osmansk eskader vid Navarino. Den ryska inblandningen i det grekiska upproret, i samverkan med det förödmjukande fördraget, fick Osmanska riket att förklara krig mot Ryssland 1828.

## Krigets förlopp
Trots att osmanerna själva hade förklarat krig var det ryssarna som först gick till offensiv. I april 1828 invaderade ryska trupper, under befäl av Peter Wittgenstein, de osmanskstyrda furstendömena Valakiet och Moldavien. I juni korsade den ryska huvudstyrkan under personligt befäl av tsar Nikolaj I floden Donau och ryckte in Dobrudzja. Understödda av  Svartahavsflottan intog ryssarna sedan fästningen Varna den 29 september.
Större delen av de turkiska fästena lyckades emellertid hålla stånd och tillfogade ryssarna betydande förluster. Samtidigt härjade sjukdomar i de ryska leden och tog livet av tusentals av de dåligt utrustade soldaterna. Trots inledande framgångar blev fälttåget ett fiasko för ryssarna, som tvingades att dra sig tillbaka till Bessarabien. I februari följande år avskedade tsaren Wittgenstein som befälhavare och ersatte honom med den mer driftige Hans Karl von Diebitsch.
Efter avskedandet av Wittgenstein lämnade Nikolaj I armén och avreste till Sankt Petersburg. Den 7 maj korsade Diebitschs 60 000 man starka armé åter Donau och lade Silistra under belägring. Sultan Mahmud II skickade då en armé på 40 000 man för att undsätta de turkiska fästningarna, men styrkan besegrades av ryssarna vid Kulevicha. Samtidigt avancerade ryska trupper under Ivan Paskevitj i Kaukasus och slog osmanerna i slaget vid Akhaltsikhe samt intog Kars.
Den 2 juni genomförde ryssarna en offensiv mot den osmanska huvudstaden Konstantinopel. 35 000 ryska soldater korsade Balkanbergen och kringrände den befästa staden Sjumen.  Tio dagar senare intog ryssarna Burgas och besegrade turkiska förstärkningar vid Sliven. De osmanska styrkorna på Balkan hade slagits i grunden, men ryssarna hade lidit så stora förluster att kunde inte fortsätta framryckningen mot huvudstaden.

## Freden i Adrianopel
Genom preussisk medling slöts ett fredsfördrag i Adrianopel den 14 september 1829. Det Osmanska riket förband sig att erkänna Greklands självständighet och att avträda öarna i Donaumynningen samt ett antal fästningar vid Svarta havets östra kust. Turkarna gick också med på att låta handelsfartyg från samtliga makter att i fredstid och under handelsflagg passera Dardanellerna och Bosporen.